# Charles Appuhn
Charles Appuhn, né le 17 avril 1862 à Alexandrie (Égypte) et mort en 1942, est un professeur de philosophie français. Son père était allemand, sa mère française. Il est surtout connu comme traducteur et en tant qu'éditeur scientifique. 
Agrégé de philosophie en 1890, Charles Appuhn a enseigné notamment au Lycée d'Orléans, au Lycée d'Avignon et au lycée Henri-IV à Paris. Il travaille aussi parallèlement de 1919 à 1935 à la Bibliothèque-Musée de la Guerre où il est chef de la section allemande.
Charles Appuhn est avant tout connu pour avoir traduit les œuvres de Baruch Spinoza, notamment l'Éthique (chez Garnier, 1913). Il a cependant également traduit certains classiques romains, comme Cicéron (De la République, Des lois, etc.). Ses traductions continuent à faire autorité, même si elles entrent parfois en concurrence avec d'autres. En tout cas elles sont toujours couramment rééditées, y compris en format de poche.
En 1933, alors chef de la section allemande de la Bibliothèque-Musée de la Guerre (BMG), Charles Appuhn publie l'ouvrage Hitler par lui-même d'après son livre Mein Kampf. Ce portrait précis et systématique du programme du dictateur qui en expose la violence, la radicalité et le danger, notamment pour les juifs et pour la France, se conclut par l'espérance qu'Hitler se fera plus modéré dans la réalisation de ses ambitions que ne le dit son programme. Après avoir souligné son fanatisme et ses divers travers – violences de langage, inculture, idées « puérilement extravagantes », « brutalités de primitif »... –, l'auteur salue enfin, néanmoins, mais en spinoziste, « un réel courage mis au service d’un grand amour ». 
Pour Maxime Rovère, il serait ainsi un admirateur d'Hitler dans une tradition de « spinozismes » d’extrême droite. Selon Jacques Halbronn, Appuhn aurait eu des « penchants antisémites ». Ceci semble en contradiction avec sa participation, en compagnie de Henri Bergson ou Lucien Lévy-Bruhl, au groupe français des Amis de Spinoza entendant « contribuer à la paix par le rapprochement moral et l'union de tous les membres de l'humanité » selon une présentation dans la Revue Juive internationale. De même, son engagement pour Dreyfus contre l'antisémitisme et au sein de la Ligue des droits de l'homme est attesté et détaillé par l'article que lui consacre le "Dictionnaire de l'Affaire Dreyfus"  qui conclut : "ses origines et son universalisme l’amenèrent à s’engager pour la défense des droits de l’Homme".
 

Quant au "Hitler par lui-même", qu'il dédicace à Camille Bloch, membre comme lui de la Ligue des droits de l'homme, et qui a été récemment republié, l'éditrice Édith Fuchs précise :    

"La traduction et la présentation des extraits les plus "significatifs", selon les termes de Charles Appuhn, permettent de disposer en France, dès 1933, de cent soixante-dix pages lumineuses en lieu et place des quelque huit cent pages de l'allemand verbeux d'Hitler. Aussi bien, il faut y insister cet Hitler par lui-même est en France, la première divulgation autorisée. Elle finira tout de même par être interdite, mais seulement en 1943".   

Aussi le préambule de l'ouvrage s'achève-t-il par ce propos de son auteur  :

« la dictature d’un parti qui brûle les livres, persécute les Juifs, confisque les biens, semble vouloir traiter ses adversaires comme l’Église autrefois traitait les hérétiques, est-ce à pareil régime de contrainte et de violence que devaient aboutir tant de belles promesses, une si haute culture ? Un Français moyennement instruit ne peut guère manquer d’être troublé, sa foi dans l’avenir de l’humanité d’être ébranlée (p.23). »

 Et Charles Appuhn, reprenant aux termes près la formule fameuse de l'auteur du Traité politique, de conclure : 

« il faut tâcher de comprendre cependant. À des états d’âme tels que le chagrin, la colère, l’indignation, il est conforme à la raison de préférer la connaissance des causes. »

 La formule frappante par laquelle il clôt son diagnostic, "un réel courage mis au service d'un grand amour" (i.e. Germania), peut donc être comprise comme :"un appel à prendre au sérieux le grave danger qu’il représente, sa force d’entrainement sur ses compatriotes, son absence totale de scrupule et ses qualités paradoxales" .

## Distinction
- Chevalier de la Légion d'honneur en 1931.

## Sources
- Henri van Hoof, Dictionnaire universel des traducteurs, 1993.